# Zeil am Main
Zeil am Main este un oraș în districtul Haßberge, Franconia Inferioară, landul Bavaria, Germania. Se situează pe malul drept al râului Main, la 7 km de Haßfurt, 24 km nordvest de Bamberg și 25 km est de Schweinfurt. Zeil este un oraș istoric francon, cunoscut pentru bisericile veci, casele romantice, zidurile și turnurile medievale, biserica din deal numită "Zeiler Käpelle" precum și ruinele castelului Schmachtenburg.

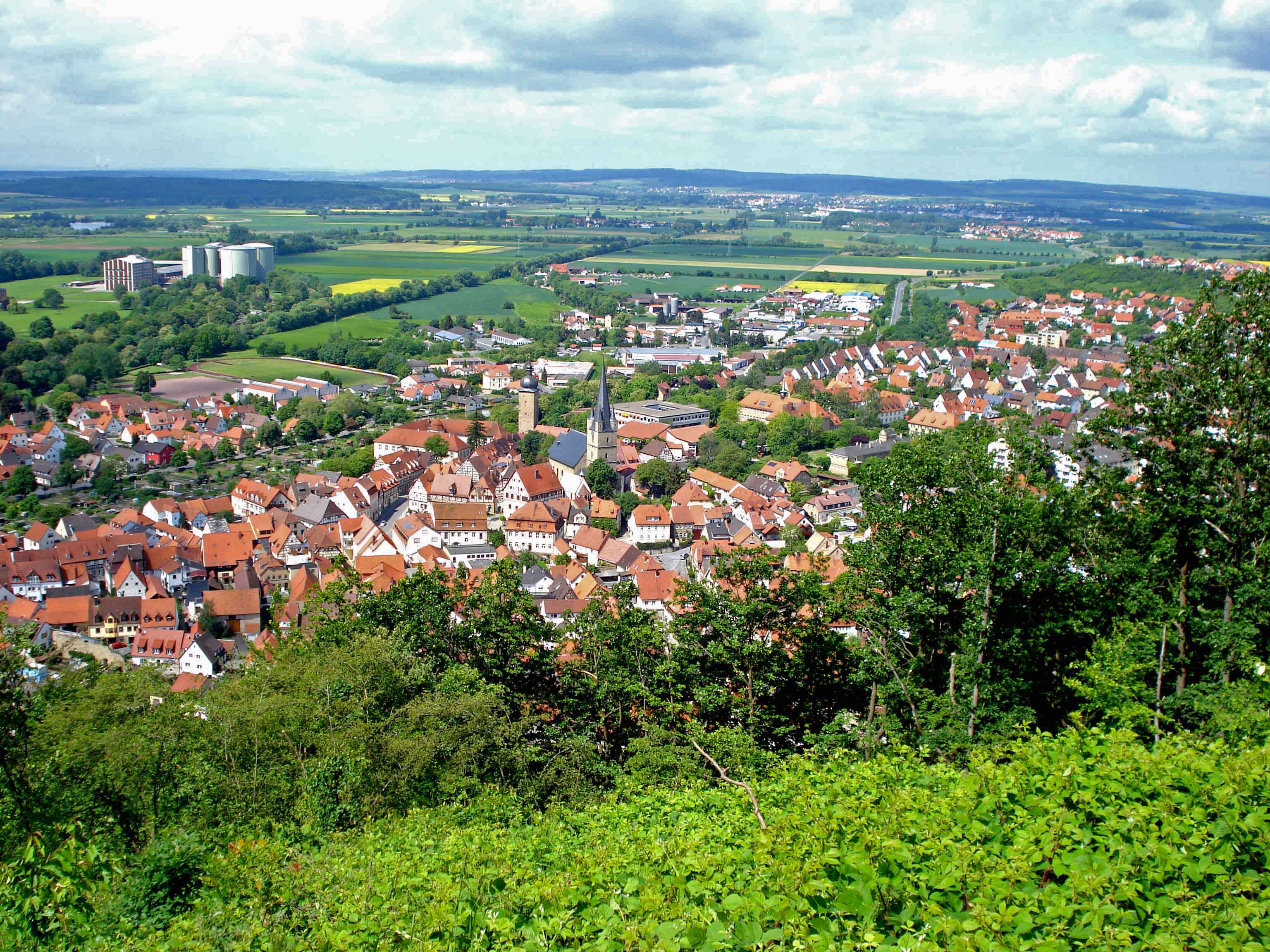
Zeil am Main
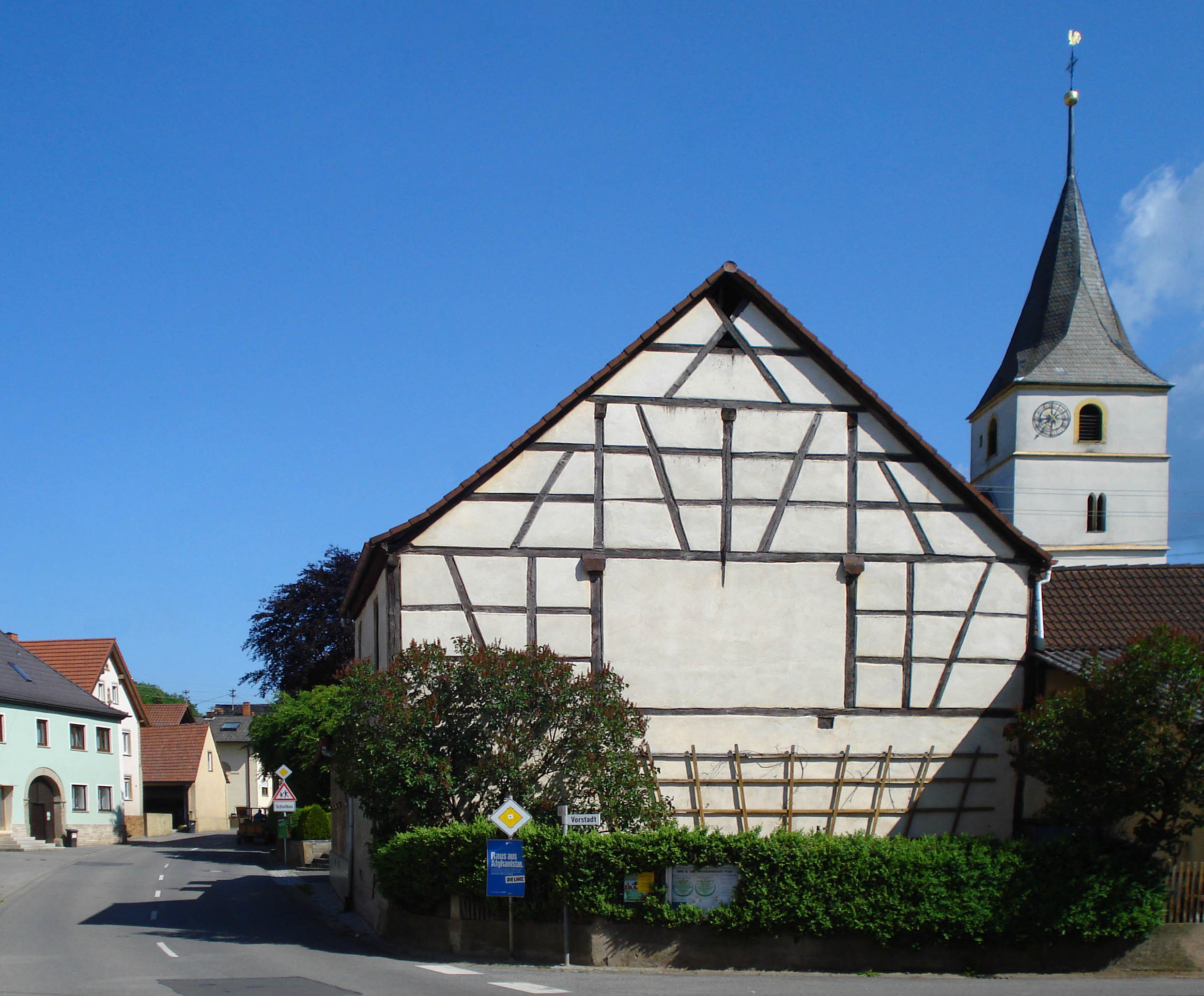
Cartierul Krum
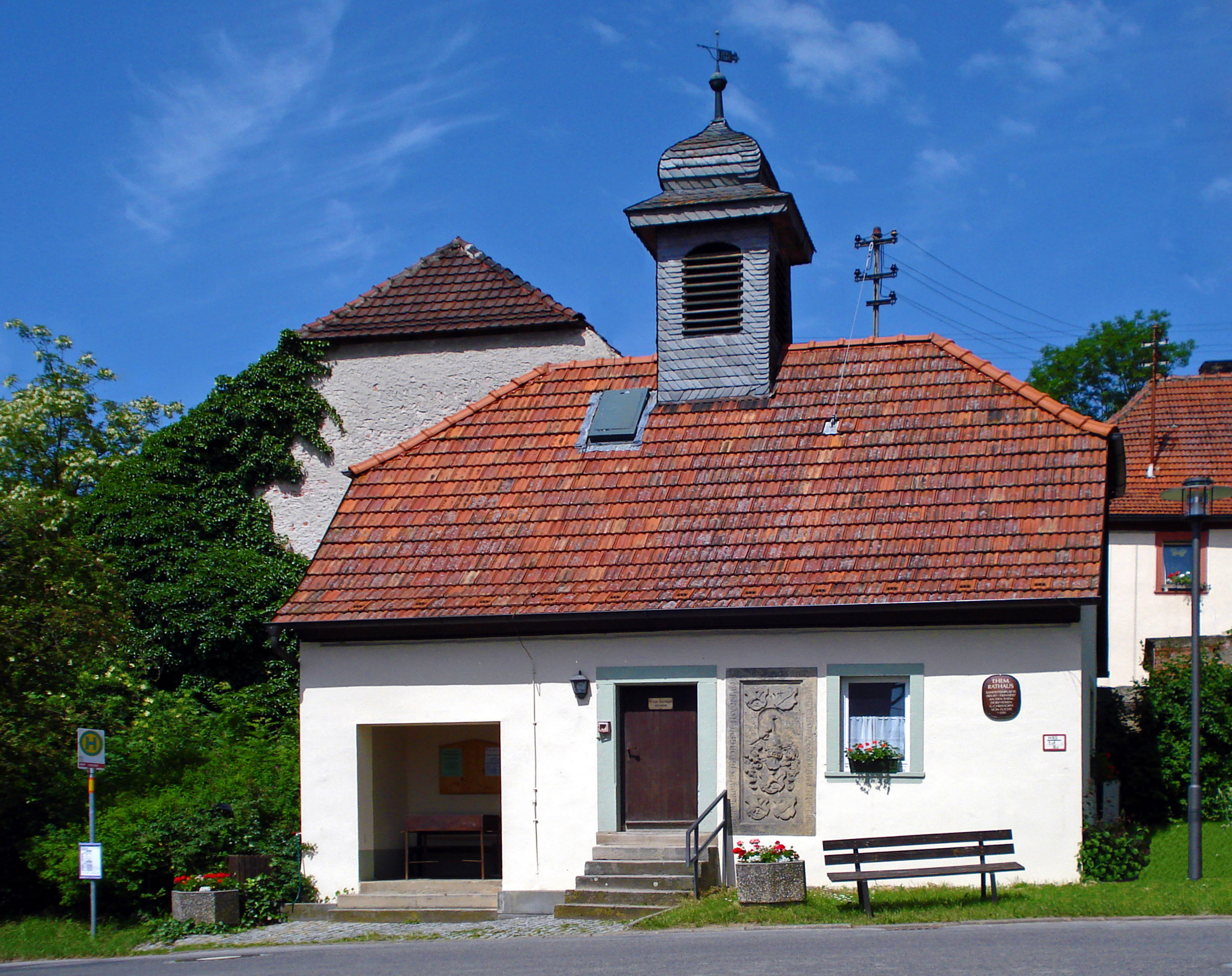
Cartierul Bischofsheim
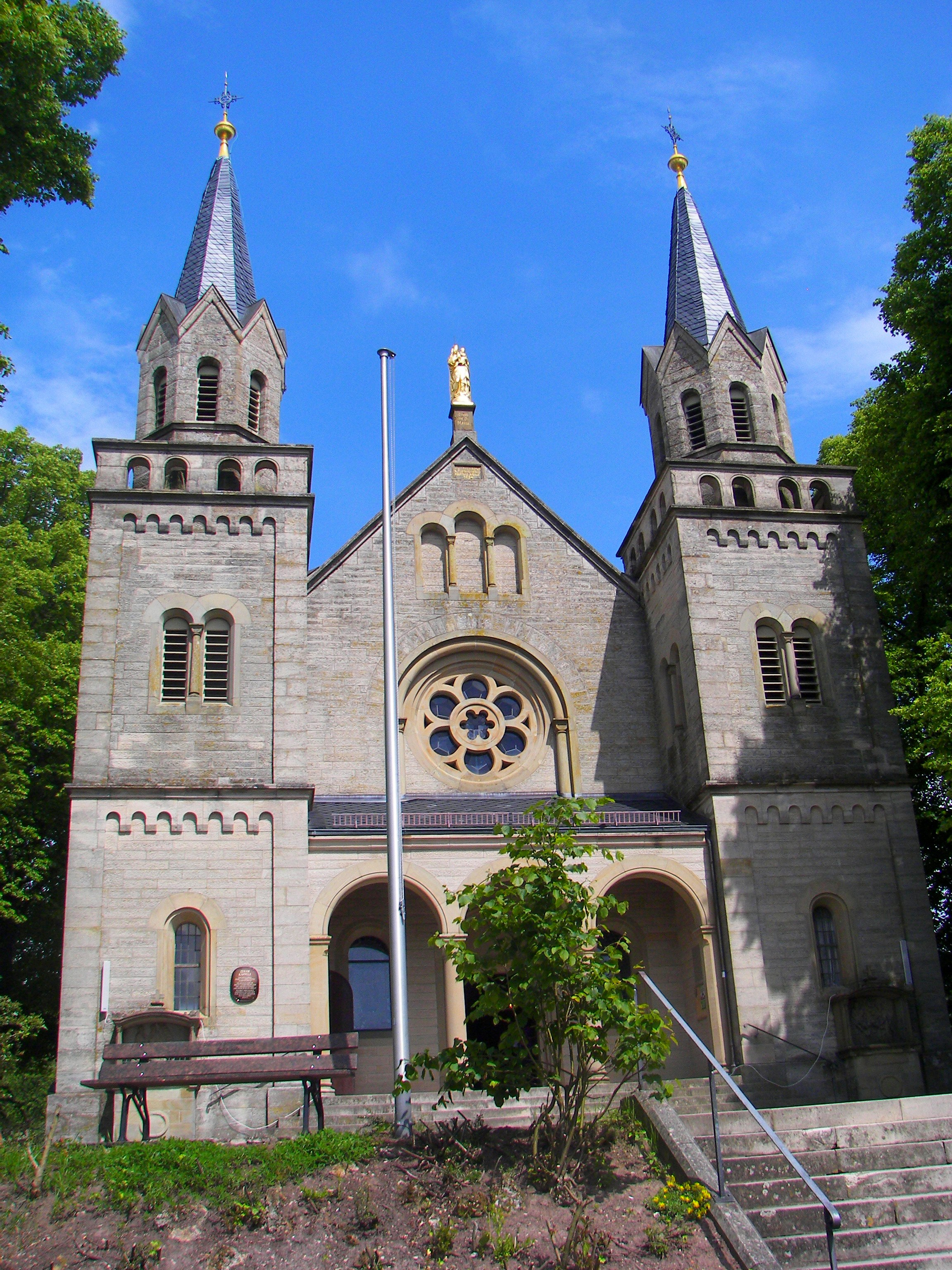
Biserica "Zeiler Käpelle",
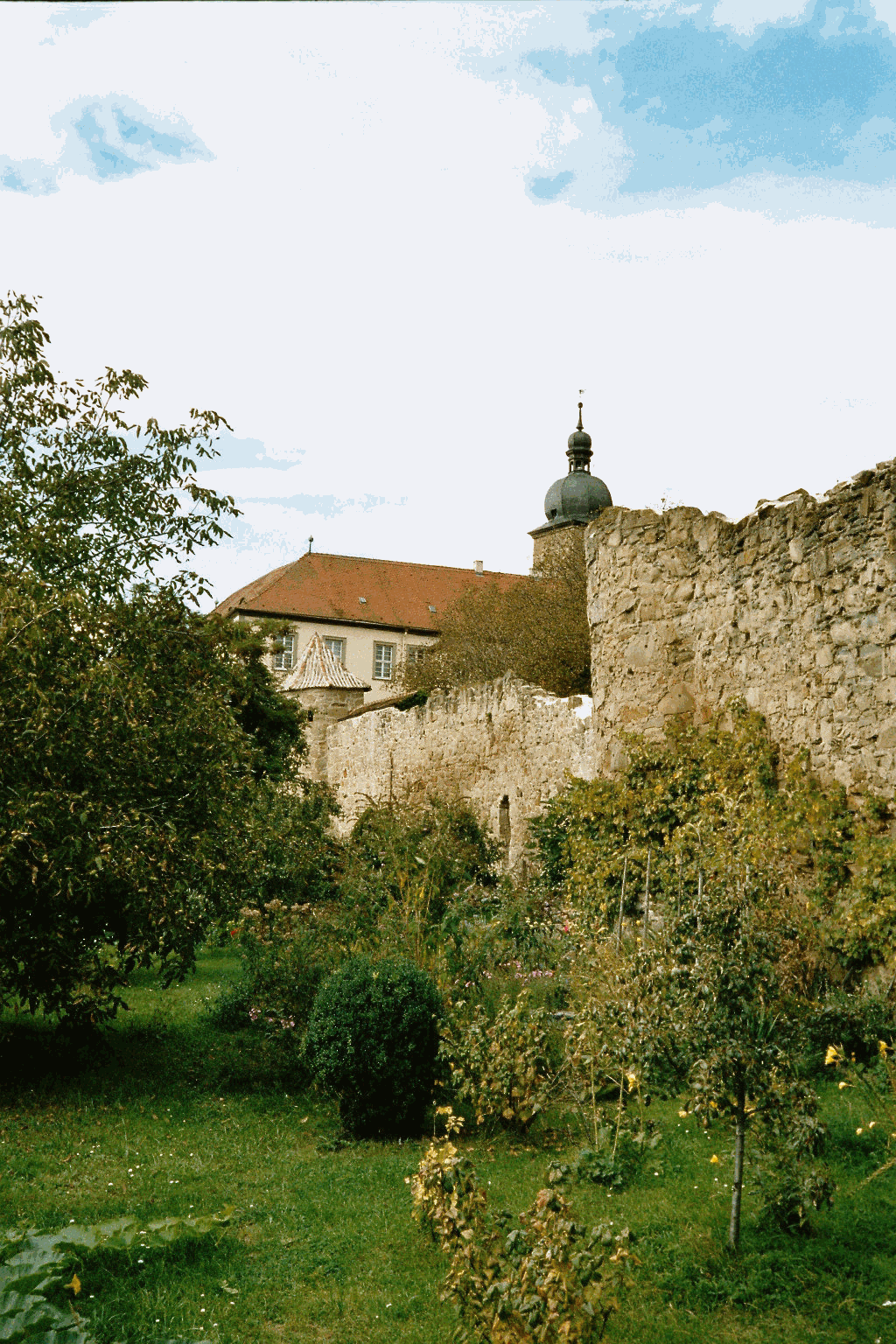
Fortificațiile orașului medieval și fostul castel